# Шостопалець Василь Матвійович
Василь Матвійович Шостопа́лець (нар. 1816 — пом. 1879) — український гончар.
Працював у місті Сокалі на Львівщині. Виготовляв дзбанки, миски, кахлі, прикрашаючи їх ритованим орнаментом з великих квіткових гілок (іноді зображення птахів) з наступним розписом кольоровими поливами. Серед виробів — посуд у вигляді сатиричних постатей людей.